# Le Seigneur des anneaux (série radiophonique de 1955)
Pour les articles homonymes, voir Le Seigneur des anneaux (homonymie).
En 1955 et 1956, une adaptation radiophonique du Seigneur des anneaux de J. R. R. Tolkien en douze épisodes est produite par la BBC et diffusée sur la station BBC Third Programme.
Cette série compte parmi les premières adaptations de l'œuvre de Tolkien, dont le troisième tome, Le Retour du roi, est paru en octobre 1955. Aucun enregistrement de cette émission n'est connu.
La première partie de l'histoire, La Communauté de l'anneau, est adaptée en six épisodes diffusés en 1955. Les deux autres volumes, Les Deux Tours et Le Retour du roi, sont adaptés en six épisodes diffusés en 1956. La série est adaptée et produite par Terence Tiller, qui a correspondu avec Tolkien pour avoir son avis pour les épisodes de 1956.
La radio est alors le média dominant au Royaume-Uni et ces émissions aident à populariser les livres ; elles sont débattues dans le programme de la BBC The Critics.
L'acteur Norman Shelley interprète les rôles de Gandalf et de Tom Bombadil.

## Distribution
- John Baker : des Orques[1]
- Nicolette Bernard : Galadriel[2]
- Oliver Burt : Frodon Sacquet[3]
- Michael Collins : Merry[3]
- Frank Duncan : Legolas[4], Halbarad[5], voix additionnelles[3],[6]
- Valentine Dyall : Sylvebarbe[1], Théoden[7], Orques[2]
- Robert Farquharson : Saroumane[7], Denethor[5]
- Felix Felton : Bilbon Sacquet[4], Sauron[7], Roi-Sorcier d'Angmar[8], Orques[1], voix additionnelles[3],[6]
- Garard Green : Elrond[4], Celeborn[2], voix additionnelles[6]
- Olive Gregg : Éowyn[8]
- Derek Hart : narrateur[3]
- David Hemmings : Bergil[5]
- Noel Johnson : Éomer[1]
- Basil Jones : Pippin[3]
- Godfrey Kenton : Aragorn[3], Mablung[2], voix additionnelles[6]
- Eric Lugg : Gimli[4], voix additionnelles[6]
- Victor Platt : Sam[3]
- Derek Prentice : Boromir[4], Faramir[9], Beregond[5], Orques[8], voix additionnelles[3],[6]
- Bernard Rebel : Langue-de-Serpent[7]
- Prunella Scales : Ioreth[8]
- Gerik Schjelderup : Gollum[1], Orques[1]
- Norman Shelley : Gandalf[4], Tom Bombadil[3],[10] un vieil homme[1], voix additionnelles[6]
- Roger Snowdon : des Orques[2],[1],[8]